# Friedrich Jacob Boßler
Friedrich Jacob Boßler, auch Bossler und Bosler genannt, (* 18. März 1717 in Darmstadt; † 7. April 1793 ebenda) war ein deutscher Büchsenmacher sowie Kunsthandwerker des 18. Jahrhunderts. Er stand mit dem Titel eines Hofwindbüchsenmachers als Hoflieferant von Windbüchsen in Diensten des Jagdlandgrafen Ludwig VIII. von Hessen-Darmstadt.
Als Nachfolger seines Vaters Johann Peter Boßler zählte Friedrich Jacob Boßler gleichfalls zu den berühmtesten Spezialisten für Windbüchsen. Schon zu Boßlers Lebzeiten wurden von ihm gefertigte Windbüchsen imitiert. Seine Arbeiten wurden vom Hof Hessen-Darmstadt als diplomatische Geschenke genutzt und befinden sich heute in namhaften Sammlungen europaweit.
Friedrich Jacob Boßler werden seltene hybride Wind-Pulverbüchsen zugeschrieben. Diese Büchsen konnten bei der Jagd entweder mit Schießpulver oder mit Druckluft verwendet werden. Die genaue Funktionsweise dieser Waffen von Boßler ist nicht überliefert.

## Biografie
Friedrich Jacob Boßler „d. Ä.“ wurde als ältester Sohn des hessen-darmstädtischen Hofbüchsenmachers Johann Peter Boßler (1689–1742) und der Maria Dorothea Beiderbach (1696–1740) verschiedentlich Beiderwich genannt, geboren. Er entstammte damit einer Dynastie von Büchsenmachern, die als Lichtenberger Stamm bezeichnet, wiederum den Boßler genannten Rüden angehörte.
Der Patenonkel des in Darmstadt geborenen und getauften Friedrich Jacob Boßler gehörte als Kammerdiener ins direkte Umfeld Landgraf Ernst Ludwigs von Hessen-Darmstadt.
Friedrich Jacobs jüngerer Bruder Johann Philipp Boßler (1731–1793) diente von 1759 bis 1790 als Soldat in Pirmasens beim Leib-Grenadier-Garde-Regiment Erbprinz. Er war bereits vor 1786 als Hofbüchsenmacher für Ludwig IX. von Hessen-Darmstadt tätig. Eine sich in der Feuerwaffensammlung des historischen Fürstenhauses Esterházy auf Burg Forchtenstein befindliche Jägerbüchse wurde dem Büchsenmacher Johann Philipp Boßler zugeschrieben. Die Windbüchse stammt jedoch richtigerweise aus der Manufaktur Friedrich Jacob Boßlers.
1743 ehelichte Friedrich Jacob Boßler in Braubach Catharina Justina Fischer (1717–1772). Sie war eine Tochter des Ratsherrn und Weinwirts Henrich Philipp Fischer (1683–1766), der seit 1759 Stadtschultheiß von Braubach war. Catharina Justina Boßler, geborene Fischer, entstammte dem politisch privilegierten altständischen Stadtbürgertum. So vertraten ihre Vorfahren die Braubacher Ratsherrenbank 1658, 1665 sowie 1677 auf den althessischen Landtagen.
Friedrich Jacob Boßler und seine Frau hatten sechs Kinder. Ihr ältester Sohn Heinrich Philipp Boßler war als Musikverleger, Musikjournalist und Impresario der Marianne Kirchgeßner tätig. Der Vater des Schriftstellers Friedrich Maximilian Klinger, Autor des Dramas Sturm und Drang, war über seine Mutter Anna Barbara Klinger, geborene Boßler (1674–1747), ein Vetter zu Friedrich Jacob Boßler.

## Hofwindbüchsenmacher
Der Tradition folgend, erlernte Friedrich Jacob Boßler das Kunsthandwerk des Büchsenmachers. 1743 ist die Titulierung als Hofwindbüchsenmacher für Boßler in Rechnungsabschriften belegt und 1749 gesellschaftlich geläufig. Sein Meistergrad im ehrbaren Büchsenmacherhandwerk steht erstmals mit dem Jahr 1750 in Verbindung.

### Windbüchsen

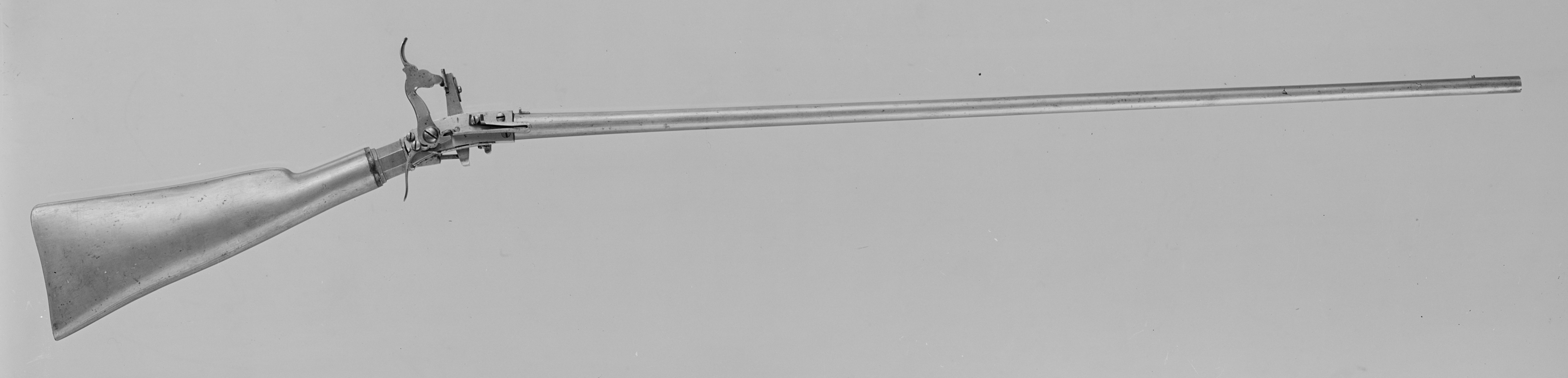
Windbüchse von Friedrich Jacob Boßler in der Livrustkammaren

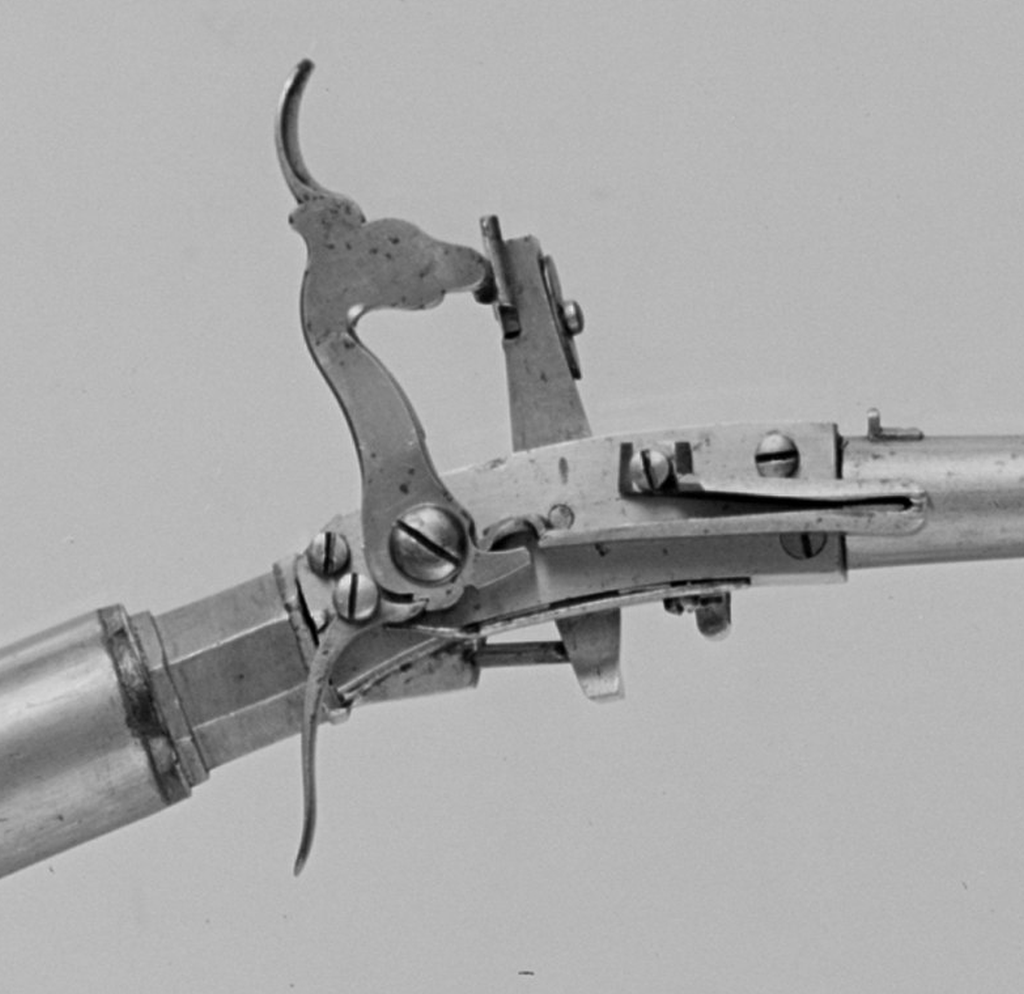
Ausschnittvergrößerung der Windbüchse

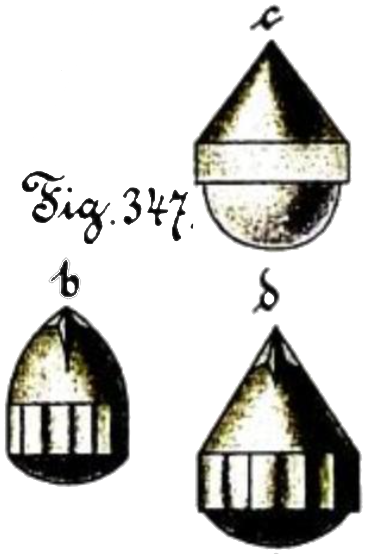
Bleierne Spitzgeschosse

Die Windbüchsen der beiden Darmstädter Büchsenmachermeister Boßler waren hocheffiziente Jagdwaffen. Selbst auf große Distanz konnte das bejagte Wild treffsicher erlegt werden. So soll der hessen-darmstädtische Landgraf auf eine Entfernung von maximal 160 Schritten (122 Meter) einen Hirsch von 500 Pfund (227 Kilogramm) mit der Windbüchse erlegt haben. 1742 soll Landgraf Ludwig VIII. von Hessen-Darmstadt auf eine Distanz von 193 Schritten (147 Meter) einen Damhirsch mit der Windbüchse gestreckt haben. 1749 einen Rothirsch aus einer Entfernung von 151 Schritten (115 Meter) und einen weiteren Rothirsch von 435 Pfund (197 Kilogramm). 1751 erlegte der Jagdlandgraf einen Keiler mit der Windbüchse.
Das Geschoss wurde durch die im Druckbehälter komprimierte Luft beschleunigt, die bei Betätigung des Abzugs freigesetzt wurde. Der kegelförmige, eiserne Druckbehälter ist dabei im Kolben untergebracht. Durch eine Kolbenplatte aus Messing wurde die Luft in den Druckbehälter gepumpt. Die Öffnung ist durch ein kleines, rundes Ventil verschlossen. Beim Betätigen des Abzugs schlug der Hahn auf ein Auslassventil, wodurch kurzzeitig eine bestimmte Menge an Druckluft freigesetzt wurde. Die durch Friedrich Jacob und seinen Vater gefertigte Windbüchsen haben einen Schlaghahn, der aus ästhetischen Gründen dem Hahn eines Steinschlosses nachempfunden ist. Der Druckbehälter enthielt genügend Druckluft für mehrere Schüsse. Um im Druckbehälter genügend Druck aufzubauen, wurde dieser durch einen Schraubverschluss mit einer Luftpumpe verbunden.
In der Dresdner Rüstkammer befinden sich zwei aus der Manufaktur Friedrich Jacob Boßler stammenden Windbüchsen. Eine der beiden Windbüchsen gelangte zur Ostermesse 1752 als diplomatisches Geschenk überreicht durch den hessen-darmstädtischen Oberjägermeister in den Besitz des sächsischen Kurfürsten und polnischen Königs August III. (* 1696; † 1763). Die zweite ist ein Geschenk des Premierministers Graf Heinrich von Brühl an den Kurfürst-König gewesen.
Für die beiden von Friedrich Jacob Boßler gefertigten Windbüchsen in der Dresdner Rüstkammer wurde neben den Luftpumpen zur Befüllung des Luftreservoirs im Kolben die Kugelgießform zur Herstellung der zugehörigen bleiernen Spitzgeschosse dokumentiert. Ein Abschnitt des Büchsenlaufes ist dabei so in die Form eingefügt, dass die Züge beim Gießen der Kugeln auf deren größtem Radius in Erscheinung treten. Wurden die Züge des Laufs zwecks Reparatur neu geschnitten, so musste der vordere Bereich des Laufes abgeschnitten werden, um als neue Gussform dienen zu können. Dadurch verkürzte sich aber der Büchsenlauf.
Im Jagdschloss Kranichstein sind vier von Friedrich Jacob Boßler gefertigte Windbüchsen zu besichtigen. Drei davon zeigen auf dem achtkantigen Lauf das Spiegelmonogramm des Landgrafen Ludwig VIII. von Hessen-Darmstadt in Gold. Diese drei Waffen gehören als Schwestern zusammen.
Zur Sammlung des Tøjhusmuseet gehört unter Inventarnummer B 1411 eine Windbüchse, die aus drei miteinander schraubbaren Bauteilen besteht. Das heißt, der glatte hölzerne Büchsenlauf kann vorne an den Schlosskasten angeschraubt werden, während der durch eine Lederhülle verdichtete das Luftreservoir beinhaltende Kolben mit dem hinteren Ende des Schlosskasten verschraubt werden kann. Diese elegante Windbüchse mit einem Gewicht von insgesamt 1960 Gramm, stammt aus dem Werkkatalog des Hofbüchsenmachers Johann Peter Boßler.
Interessant ist hierzu eine um 1750 gefertigte, in der Livrustkammaren befindliche Windbüchse mit der Inventarnummer LRK 2728. Dieses Luftdruckgewehr gehört in den Werkkatalog des Hofwindbüchsenmachers Friedrich Jacob Boßler und soll eine Modifikation der von seinem Vater Johann Peter Boßler gefertigten Windbüchse im Tøjhusmuseet darstellen. Die 2590 Gramm schwere Jagdwaffe stammt wohl ursprünglich aus der Sammlung des Königs Adolf Friedrich von Schweden (* 1710; † 1771) und setzt sich aus drei schraubbaren Bestandteilen (Kolben, Schlosskasten und Lauf) zusammen.
Der Schlosskasten ist das Teil, welches die drei Elemente miteinander verbindet. Der glatte Lauf wird über einen Schraubverschluss mit dem vorderen Ende des Schlosskastens verschraubt. Der gelötete, mittels Lederhülle abgedichtete Kupferkolben französischer Bauart, in dem das Luftreservoir sitzt, wird am hinteren Ende des Schlosskastens angeschraubt. Gefertigt ist der leicht gewölbte Schlosskasten aus Messing. Linksseitig ist eine Landschaft mit Häusern auf den Schlosskasten graviert. Rechtsseitig ist die flache Schlossplatte angebracht. Unterhalb des Schlosskastens befindet sich die Abzugsstange. Die außen liegende Schlagfeder befindet sich auf der flachen Schlossplatte und drückt auf den Fuß des Schlaghahns. Die Abzugsfeder liegt ebenfalls außerhalb. Der Hahn hat eine c-förmige Daumenauflage. Er verfügt auch über eine Halbrast. Der Schlaghahn ist aus ästhetischen Gründen einem Steinschlosshahn nachempfunden.
Den dreiteiligen, miteinander über den Schlosskasten verbundenen Aufbau der beiden von den Darmstädter Büchsenmachermeistern Boßler konstruierten, im Tøjhusmuseet und der Livrustkammaren befindlichen Windbüchsen, plagiierte ein niederländischer Büchsenmacher. Dabei brachte er wie die beiden Boßlers alle Bestandteile des Schlosses rechtsseitig an. Jene Plagiate befinden sich im Milwaukee Public Museum und dem Koninklijk Nederlands Legermuseum.

### Hybride Wind- und Steinschlossbüchsen
Eine dem König George IV. von Großbritannien, Irland und Hannover (* 1762; † 1830) gehörende hybride Windbüchse stammt aus der Manufaktur Friedrich Jacob Boßlers. Diese Waffe weist selbiges Spiegelmonogramm mit Sitz auf dem Büchsenlauf auf, wie die drei Windbüchsen in Kranichstein und wird daher als die vierte Schwester zu den Kranichsteiner Waffen angesehen. Die Büchse hat einen hybriden Schussmechanismus. Sie konnte sowohl mit Druckluft wie auch mit Schießpulver betrieben werden. Wenn mit Schießpulver betrieben, wurde die Zündung wie bei einem gewöhnlichen Steinschloss üblich durch den Feuerstein ausgelöst.
Eine von Charles ffoulkes als kombinierte Wind-Pulverbüchse identifizierte historische Jägerbüchse befand sich in der Old Tower Collection und gehört heute mit beibehaltener Inventarnummer XII. 715 zur Sammlung der Royal Armouries. Ffoulkes ging aufgrund der beiden Abzüge davon aus, dass einer zur Auslösung des Windbüchsenmechanismus vorhanden sei und der andere den gewöhnlichen Steinschlossmechanismus auslöse. Jedoch kann es sich nur dann um eine kombinierte Wind-Pulverbüchse handeln, wenn die Zündlöcher tatsächlich durchbohrt sind und nicht lediglich angetäuscht. Bei genannten beiden Abzügen handelt es ich jedoch um das den Schuss auslösende Züngel sowie das Züngel des Stecherabzugs.
In der älteren Literatur ist die Frage nach dem herstellenden Büchsenmachermeister zwischen Johann Peter und Friedrich Jacob Boßler strittig, da die Jägerbüchse mit Bosler a Darmstadt signiert ist. Eine eindeutige Zuordnung in den Werkkatalog des Hofwindbüchsenmachers ergibt der Vergleich anhand derselben Schlossschrauben, wie sie bei einer mit Friedrich Jacob Bosler a Darmstadt signierten Windbüchse im Jagdmuseum Kranichstein vorliegen.
Ursprünglich wurde die im Folgenden technisch vorgestellte hybride Wind-Pulverbüchse aufgrund der heute klar widerlegten Annahme, die Signatur Bosler a Darmstadt sei generell nur durch den Hofbüchsenmacher Johann Peter Boßler verwendet worden, dem Vater Jacob Friedrich Boßlers zugeordnet. Die 1980 mit ihren technischen Details, insbesondere der Funktionsweise des kombinierten Windbüchsen- und Steinschlossmechanismus beschriebene Jägerbüchse, könnte aus einem Objektvergleich resultierend 2007 bei Hermann Historica auktioniert worden sein.
Das Zündloch der Pulverpfanne wird mittels einer quer eingedrehten Flügelschraube kegelförmig verschlossen. Die Durchbohrung des Endes der Zündpfanne und des Schraubenschafts ist ein Muttergewinde. So wird der Zündmechanismus des französischen Schlosses unterdrückt. Die Wind-Pulverbüchse wurde durch einen Hebel am Seitenbelch entspannt. Wurde die Jägerbüchse mit Pulver genutzt, schützte eine Rückstoßkugel das Druckkammerventil. Die kombinierte Jägerbüchse wiegt 4,6 Kilogramm, hat eine Länge von 1,345 Metern, wovon der achtkantige aus Damaszener Stahl gefertigte Lauf 0,925 Meter lang ist. Das Kaliber beträgt 12,8 Millimeter. Im Laufende befindet sich ein Innengewinde. Diesem inneren Gewinde ist das Zwischenstück mit der eigentlichen Mechanik zum Windbetrieb durch Verschraubung eingefügt. Ansonsten besteht die Innenmechanik aus einer Schlagfeder, einer Stangenfeder sowie Nuss, Studel und Stange.
Innen liegende vor der Nuss sitzt eine kleine Nocke. Durch sie wird der von der Schlagfeder ausgehende Impuls an den Windbüchsenmechanismus übergeleitet. Dem Zwischenstück am Laufende, in dem die Mechanik zum Windbetrieb sitzt, ist das Steinschloss außerhalb oben aufgeschraubt. Ein gefederter und an der Unterseite gekröpfter Hebel ist rechtsseitig auf das geschmiedete Zwischenstück verschraubt. Dabei ist der Hebel um die Schraube beweglich. Fällt der Hahn des Steinschlosses, so löst der Nocken an der Nuss diesen Hebel aus und drückt ihn nach hinten. Der nach hinten bewegte Hebel trifft auf den Stößelkopf. Dieser wird über eine Krümmung durch eine Bohrung im Zwischenstück geführt und ragt als Stange hinten am Zwischenstück heraus. Der Stößel wirkt für den kurzen Augenblick des weitergeleiteten Schlagimpulses auf das Ventil des Luftreservoirs. Das in den Auslösemechanismus integrierte Zwischenstück ist übrigens auf das im Kolben befindliche Luftreservoir aufgeschraubt. Der zur Abdichtung mit Leder verkleidete Ventilteller wird durch den Impuls gegen eine Spiralfeder gedrückt, die einen zum Abschuss nötigen Luftsog entlässt.

### Wind- und Steinschlosspistolen
Friedrich Jacob Boßler fertigte nicht nur Windbüchsen, sondern auch Pistolen. Zwei der von ihm gefertigten Steinschlosspistolen befanden sich seit 1905 im Bayerischen Armeemuseum. Das Pistolenpaar fand über die Gewehrkammer der Herzöge von Pfalz-Zweibrücken in die königlich bayerische Gewehrkammer nach München. Ob das aus Nussbaum geschäftete, kunstvoll verzierte Paar Pistolen über die Große Landgräfin Karoline von Pfalz-Zweibrücken (* 1721; † 1774) in die Gewehrkammer der Wittelsbacher nach Zweibrücken kam, ist nicht nachvollziehbar. Das Steinschlosspistolenpaar gilt seit 1944 als Kriegsverlust.
2020 ist bei Hermann Historica ein Paar Windpistolen versteigert worden. Das Paar stammt aus der Sammlung William Keith Neals. Das Schwesternpaar gehört zu dem Paar Windpistolen im Jagdschloss Kranichstein. Es handelt sich um die anmutigsten Windpistolen, die waffentechnisch geschaffen wurden. Besagtes Kranichsteiner Windpistolenpaar findet auf rückseitigem Umschlag der Publikation Museum Jagdschloss Kranichstein Abbildung. Bei der Fertigung orientierte sich Friedrich Jacob Boßler hinsichtlich der Ästhetik an englischen Modellen.
Bei der Fertigung orientierte sich Friedrich Jacob Boßler hinsichtlich der Ästhetik an englischen Modellen. Die Rechnung für die zwei Paare Windpistolen unterschiedlicher Größe ist auf den 2. April 1768 datiert. Somit entstanden die vier Luftdruckpistolen kurz vor dem Tod des als Jagdlandgraf bezeichneten Ludwig VIII. von Hessen-Darmstadt, was den hervorragenden Gebrauchszustand der Luxusobjekte erklärt.
Für beide Paare Windpistolen berechnete Friedrich Jacob Boßler dem darmstädtischen Landgrafen 135 Gulden. Davon entfielen auf das größere Pistolenpaar, das 2020 bei Hermann Historica auktioniert wurde 75 Gulden. Diese Summe entsprach 1757 der jährlichen Geldbesoldung des mit dem Hofwindbüchsenmacher versippten hochfürstlichen Försters Boßler zu Rodau. Hingegen erhielt der für die aus vier Dörfern bestehende Mark Waldhausen bei Darmstadt verantwortliche Schultheiß 1779 ein jährliches Salär von 30 Gulden.

## Signatur

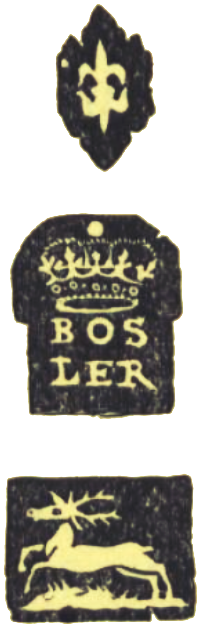
Die punzierte bekrönte Signatur BOS/LER ist auf einer von Friedrich Jacob Boßler gefertigten Windbüchse als Landgrafenkrone identifiziert worden

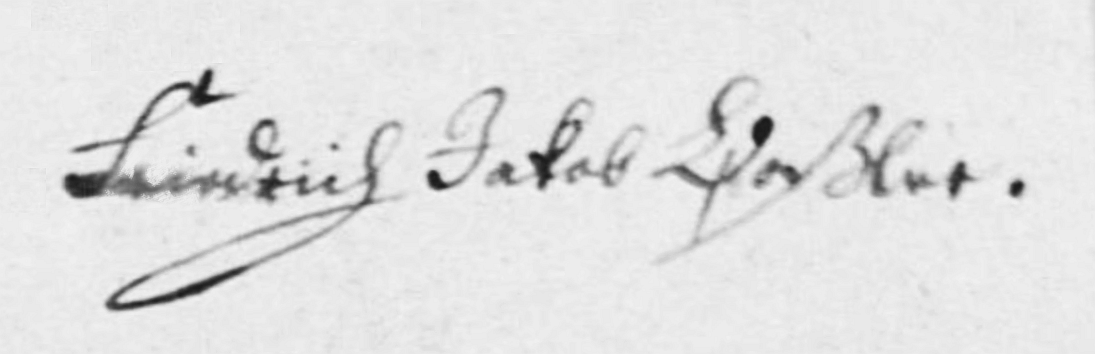
Die rechtsgültige Unterschrift Friedrich Jacob Boßlers unterscheidet sich von der künstlerischen Signatur auf den Büchsen

Die Abgebildete stilisierte Lilie (fleur de lys), die punzierte bekrönte Signatur BOS/LER und die ebenso punzierte Marke mit springendem Rothirsch sind auf dem Lauf einer Steinschlossflinte, die für den Reichsfürsten Günther XLIII. von Schwarzburg-Sondershausen gefertigt wurde, angebracht.
Die Jägerflinte wurde jedoch nicht von Friedrich Jacob Boßler geschaffen. Korrekterweise führt die Dresdner Rüstkammer, zu deren Sammlung die Flinte gehört, diese heute als Arbeit aus dem Werkkatalog des Darmstädter Büchsenmachermeisters Johann Peter Boßler. Somit ist die Hirschmarke auf dem Flintenlauf nicht die Meistermarke Friedrich Jacob Boßlers.
Seine Waffen signierte der auf dem Sektor der Windbüchsenmacherei als Pendant der Thurn und Taxis’schen Hofbüchsenmacher Kuchenreuter bezeichnete Friedrich Jacob Boßler in aller Regel mit F. I. Bosler, F. J. Bosler oder F. J. Boszler. Auch nutzte er die in der veralteten Literatur ausschließlich seinem Vater zugeordnete Signatur Bosler a Darmstadt.

## Klientel
Die Kundenklientel Friedrich Jacob Boßlers umfasste den regierenden reichsunmittelbaren Hochadel des Heiligen Römischen Reiches. Praktisch finden sich seine Windbüchsen in Sammlungen von Reichsfürsten, Herzögen, Kurfürsten, Königen und dem Kaiserhaus Habsburg-Lothringen. Das wiederkehrend graviert oder getriebene Hochwildmotiv (Schalenwild bevorzugt der Edelhirsch) auf den Windbüchsen verdeutlicht dies.
Die aufgrund ihrer getriebenen Ornamentik kunsthistorisch kostbare Windbüchse aus dem Badischen Landesmuseum Karlsruhe wurde anhand einer mit Jagdhund auf dem Kolbenblech dargestellten Reiterin sowie des ins Abzugsblech getriebenen bekrönten Frauenporträts mit Reichsapfel wohl speziell für eine Prinzessin oder Reichsfürstin aus dem ehemals regierenden Hochadel von Friedrich Jacob Boßler angefertigt.
Die Landgrafen von Hessen-Darmstadt setzten die boßlerschen Windbüchsen dabei im diplomatischen Geschenkwesen ein. Wobei nur die den Landgrafen ebenbürtige Reichsfürsten eine Windbüchse aus dem Werkkatalog der Boßler als Gabe erhielten. Günstlinge hingen wurden nicht, wie mitunter angenommen, mit einer Windbüchse, die dem Privileg des Hochadels vorbehalten blieben, bedacht.

## Bedeutung
Als Hofwindbüchsenmacher des Landgrafen Ludwig VIII. von Hessen-Darmstadt genossen die Werke Boßlers sowie er selbst eine hohe Reputation bei Hofe und der Landgraf schätzte die Büchsen Boßlers besonders. Als Hersteller exzellenter Waffen wird Friedrich Jacob Boßler zu den herausragenden Persönlichkeiten der hessen-darmstädtischen Jagdhistorie gezählt.
Die Windbüchsenmacherei wurde durch Friedrich Jacob und sein Vater Johann Peter Boßler wegweisende geprägt. Die im 18. Jahrhundert als avantgardistisch geltende, mit Druckluft anstelle Schießpulver betriebene Waffen bot gerade bei der Jagd hinsichtlich der Zündung einen hohen Vorteil gegenüber herkömmlichen pulverbetriebenen Büchsen.
Die technisch hochwertigen, berühmten und in den Niederlanden imitierten Windbüchsen, die Friedrich Jacob Boßler schuf, finden sich außerdem im Königlich Dänischen Zeughausmuseum Kopenhagen mit der Inventarnummer B 1410, dem Kunsthistorischen Museums in Wien oder dem Deutschen Historischen Museum sowie weiteren öffentlichen und privaten Sammlungen. Sie waren bereits Bestandteil größerer Auktionen in London.
Der hessen-kasselische Hoffeinmechanikus Johann Christian Breithaupt, Gründer des Unternehmens für Präzisionsmessinstrumente F. W. Breithaupt & Sohn absolvierte seine von der hessen-darmstädtischen Hofkammer finanzierte Ausbildung zum Büchsenmacher bei Friedrich Jacob Boßler in Darmstadt.